# Bušín
Bušín (niem. Buschin) – gmina w Czechach, w powiecie Šumperk, w kraju ołomunieckim. Według danych z 2021 r. liczyła 360 mieszkańców.